# Нгуен Ван Нгуен
Нгуен Ван Нгуен (вьет. Nguyễn Văn Nguyễn; 1910—1953) — деятель вьетнамского коммунистического движения. 
Участник вьетнамского студенческого движения второй половины 1920-х гг. Член Товарищества революционной молодежи Вьетнама, а с 1930 г. Коммунистической партии Индокитая. В 1932—1934 гг. отбывал заключение в тюрьме на о-ве Пуло Кондор, после выхода из которой сотрудник газеты «Ля Лютт». той газете он написал цикл статей о жизни заключенных. Участвовал в движении Индокитайского Конгресса. Был секретарем газеты «Авангард». 
Активный участник Августовской революции 1945 года в Сайгоне. Участвовал в войне освобождения против французских колонизаторов, во время которой работал на Юге Вьетнама, где занимал многие видные посты, в частности, был главой информационного отдела и главным редактором газеты «Кыукуок» («Спасение родины») Юга Вьетнама. По дороге на Север Нгуен Ван Нгуен скончался от брюшного тифа в провинции Биньдинь.